# Newsnet
Newsnet (früher Newsnetz) ist ein Nachrichtennetzwerk von Tamedia AG und betreibt die gemeinsame Online-Newsplattform der Tageszeitungen Basler Zeitung, Berner Zeitung, Der Bund und Tages-Anzeiger.
Die Redaktion befindet sich in Zürich und bearbeitet Inhalte zu überregionalen Themen. Sie ist auch zuständig für Blogs und Podcasts sowie Kommentarfunktionen. Die Regionalredaktionen in Basel, Bern und Zürich bearbeiten regionale Themen aus Politik, Wirtschaft, Sport und Gesellschaft.
Newsnet ist seit 2008 als Teil des Unternehmensbereiches Medien Zürich für die Plattformen Tages-Anzeiger Online und das Online-Portal der Basler Zeitung zuständig, weiter sind als Unternehmensbereich Espace Media die Online-Portale der Berner Zeitung und von Der Bund an Newsnet angeschlossen.
Ab Anfang 2012 schliesst sich Newsnet mit den Portalen der Tageszeitungen 24 heures, Tribune de Genève und Le Matin von Edipresse Suisse zusammen.  Im Oktober 2011 wurde der Name von Newsnetz in Newsnet geändert. Der Namenswechsel ist die Folge der Zusammenarbeit mit den Westschweizer Partnern. Der vollständig englisch gehaltene Name wird im deutsch- als auch im französischsprachigen Raum verstanden.